# 女豹ビクセン
『女豹ビクセン』（めひょうビクセン、英: Vixen!）は、1968年に公開されたラス・メイヤー監督によるアメリカ合衆国の風刺・ソフトコア・セクスプロイテーション映画。
セックスシーンがX指定を受けた初の映画であり、メイヤーに大躍進をもたらすヒット作となった。メイヤーとアンソニー・ジェームズ・ライアンの原案から膨らませ、エリカ・ギャビンがヒロインを演じた。
出会う人間を片端から性的に誘惑する性欲過剰なビクセン（雌ギツネの意）・パーマー（ギャビン）の危険な暴走を描く。物語は近親相姦や人種差別などのタブーをもあっさりと打ち砕く。

## あらすじ
カナダ北西部の奥地でセスナ機を駆使してガイド・パイロットを営む夫トム（ガース・ピルスバリー）と暮らすビクセン・パーマー（エリカ・ギャビン）。性欲を持て余すビクセンは夫を愛してはいたが、トムが仕事で山に向けて出発すると直ぐに退屈してしまう（冒頭で既に騎馬警察官（ピーター・カーペンター）と浮気をしている）。バイセクシャルである彼女は、夫が顧客として連れて来たデイヴ（ロバート・エイケン）とジャネット（ヴィンセン・ウォーレス）という若きキング夫妻を個別に誘惑する。当初夫を寝取られ堅物のトムにも拒絶されたジャネットは欲求不満が爆発するが、彼女もビクセンと関係を持ったことで解消する。またデイヴがビクセンに諭され夜はジャネットを抱いたので、夫婦関係も良好な状態に戻った。
キング夫妻が去った後、実の弟でバイカーのジャッド（ジョン・エヴァンス）をも誘惑して強引に関係を持つ。ジャッドにはナイルズ（ハリソン・ペイジ）という同じくバイカーで黒人の友人がいたが、ビクセンは人種差別主義者であり「スイカでも食べてれば」といった侮蔑的言葉を投げつけるなど悉くナイルズと衝突していた。ジャッドは本当はナイルズに抱かれたいと思っているんだろう？と姉を挑発する。ジャッドに焚き付けられたナイルズはビクセンを犯そうとするが、トムが新しい客を連れて戻ってきたため未遂に終わった。新しい客はオバニオン（マイケル・オドネル）という共産主義者で、ナイルズにキューバに行くことを勧める。彼はトムのセスナ機でキューバに亡命するつもりだと語った。トムを脅すための拳銃をオバニオンが見せると、最初は気乗り薄だったナイルズも心を動かされて行く。
嫌がるビクセンを説得してナイルズもオバニオンとともにセスナに搭乗した。オバニオンは上空でトムに拳銃を突き付けハイジャックを試みるも、機内で言い争いが勃発し結局オバニオンも黒人を侮蔑していることが露見する。ナイルズがオバニオンに襲い掛かり、トムがスパナでオバニオンを昏倒させた。ナイルズは拳銃を奪ってトムを脅すものの説得され、着陸後トムに拳銃を渡して去って行った。別れ際に少しだけビクセンと打ち解けた様子が見られた。最後にその場で新しい客の夫妻が紹介される。仲睦まじく近付いて来る夫妻を見つめるビクセンは、早速舌なめずりを始めるのであった。

## 製作
エリカ・ギャビンは、メイヤーの他の映画に出演した女性と知り合いのクラブ・ダンサーであった。『女豹ビクセン』出演者の募集広告に応募し、キャスティングされた。
メイヤーは「思い切って主演女優が決まらないままビクセンのロケ地に向かった。それを探し出すために信頼できる部下2人を残してね。常にこの作業は難しい。しかしエリカは好奇心旺盛だった。身体は君が知っている通りさ。彼女は他の候補者のような豊胸された胸では無かった。」と振り返った。
撮影はカリフォルニア州ミランダで行なわれた。撮影中、助監督のジョージ・コステロはギャビンと関係を持ち、その結果コステロとメイヤーの業界内での関係は終わりを告げた。
メイヤーは、ギャビンと弟とのセックスシーンは、「全編中で最高だった。彼女（エリカ・ギャビン）は、私がこれまでに達成したことのない本能レベルのクオリティを実現した。本当に素晴らしい仕事だった...私は多くの破天荒なセックスを描いてきたが、エリカと弟のシーンには注目に値する何かがある...それは本当に私が好きなセックスを表現している。」と述べている。

## 反響
映画は大きな興行収入を上げた。メイヤーは後に「当時はとても大らかだった。功績の多くはエリカ・ギャビンに帰せられる事は間違いない。彼女は女性をも魅了する資質を持っていた。実際に女性が大量に来館した。」と語った。
メイヤーは後に更に詳しく語った。
極めて多くの女性が、自身の人生において何度かビクセンのように振る舞いたいと望んでいたと思う。1度の午後に3人の男が親しい女友達と浮気をする事は、多くの人々を興奮させるだろう...彼女（ビクセン）が触れたすべてが進化した。彼女は破壊はせず、救ったのだ。実を結ばずに終わりそうな結婚があったら、彼女は何かを注入してより良い方向に向かわせるだろう...いつの時代でもビクセンのようなアグレッシブな女性に出くわすことは、全ての男性にとって充分に楽しい事だと思う...彼女はスイッチヒッターのようだった。 あなたには彼女が全てのポジションをこなす万能外野手のように見えただろう。
メイヤーによれば、映画でセックスを描写したのは人種差別や共産主義について主張するためであった。

### 批評
ロサンゼルス・タイムズは「大人にとってきれいで楽しい...メイヤーとしては今までで最高の映画かも知れない」と評した。
ニューヨーク・タイムズは、「如才なく、扇情的」と評した。
ロジャー・イーバートは「典型的なラス・メイヤー映画...映画を明るく荒々しく保持するメイヤーの能力は、人々が初めてヌード映画で見たセックスから一線を画した。メイヤーは題材を支配するほどのオープンでダイレクトでユーモアのある演出スタイルを開発した。彼はとんでもなく馬鹿々々しい対話を好んで使った...明らかに冗談めかしたキャラクターは信じられないほど誇張されてステレオタイプ化されており、最も恐ろしいシーンでさえ客観的に眺める事が出来た。ビクセンは優れたヌード映画であるだけでなく、ジャンル全体に対する容赦のない風刺であった。」と言った。